# Isidro Escorihuela
Isidro Escorihuela, también como Escorigüela y Scorihuela en la grafía de la época, (Alicante, mediados del siglo XVII-Alicante, 8 de marzo de 1723) fue un compositor y maestro de capilla español del Barroco.
Fue maestro de capilla de la Catedral de Tarragona, de la capilla de la Colegiata de Játiva y de la Colegiata de San Nicolás de Alicante.
Aparte de su prestigio como maestro de capilla, se le conoce por ser un compositor muy diestro, representativo del cambio de estilo que se produjo entre finales del siglo XVII y principios del siglo XVIII.

## Biografía
Con Escorihuela se inició una estirpe de músicos: su sobrino Josep Escorihuela, con quien a menudo se confunden sus composiciones por el hecho de tener el apellido en común; el tenor Josep Vives y posteriormente Pascual Vives. Muy probablemente Isidro fue mentor de su sobrino en la formación musical.
Fue maestro de capilla de la Catedral de Tarragona, cargo que ocupó el 6 de octubre de 1672 en sustitución de Benet Buscarons, y mantuvo hasta 1677. En julio de 1677 se presentó a las oposiciones para ocupar la vacante de magisterio catedralicio de Valencia en el Real Colegio del Corpus Christi de Valencia, pero la plaza fue concedida a Aniceto Baylón.
Posteriormente, ese mismo año, fue nombrado maestro de capilla de la Colegiata de Játiva, donde permaneció hasta 1690. Durante su magisterio en la Colegiata de Játiva, en diciembre de 1686, opositó de nuevo para la vacante del Real Colegio del Corpus Christi, enfrentándose a Josep Andreu, Jacinto Escobar, Francisco Sarrión y Máximo Ríos. En esta ocasión, pese a haber quedado seleccionado en primer lugar, la plaza fue concedida a Máximo Ríos. En consecuencia, Escorihuela presentó denuncias y numerosos recursos, pero sin éxito.
En 1690 se trasladó a la Colegiata de San Nicolás de Alicante. En Alicante sustituía a Bautista Lillo y permaneció hasta su jubilación en 1716, cuando le sucedió Manuel Comeres. Su presencia durante los años de su sede alicantina fue interrumpida en varias ocasiones de 1700 a 1707, siendo sustituido por Pere Cunyat, Jordi Rodríguez, Tomás Garcia y Francisco Zacarías Juan, este último maestro de capilla de Santa María de Elche.
Tomó partido por Francisco Valls en defensa de la Misa Escala Aretina el 25 de agosto de 1715, posicionándose en la línea progresista de los compositores hispánicos de su época.

Aunque reconozco ser atrevimiento en mí el que diga mi sentir, después de haberle dado tres maestros condecorados en la facultad, no me puedo escusar por mandármelo persona a quien debo obedecer, y así digo: que el dar la octava el primer tiple con el bajo que va desde fa sustenido a sol y el tiple baja de la a sol, no tan solamente se puede hacer a tres, sino a dúo, pues en estos casos no se gradúan las voces sobre el bajo, sí sobre la voz alta. Lo segundo es que el contralto, cuando el tiple segundo entra en la novena con el bajo, toma la causa por dicho tiple para cumplir con el arte, y el tiple, valiéndose del la, cumple con el paso, y ese período de música se debe contar a sexquiáltera, haciendo tres suposiciones: una de especie, otra de tiempo y la tercera suponiendo que la parte donde da el compás toma la causa, como he dicho, el contralto por el tiple; y con estas suposiciones abona todo el período, pues, como dice Cerone, tiene parte de lo que supone, y no de otra forma puede abonarse, por ser parte principal del compás, pues el dar y el alzar ha de ser en especie consonante, sino en cuanto pasa la mala por la buena, y contándolo a sexquiáltera se hallará todo lo dicho; pues así como en el compasillo se hallan algunas falsas de a compás, y éstas se deben contar a compás mayor, lo mismo se debe hacer en el ternario menor, pues pasan dos paites del compás por la mala, y sólo son el dar y el alzar consonantes, y por esa razón, se deben contar a sexquiáltera, como se ve en el período sobredicho; lo que se debe culpar en ese caso es no estar las voces bien colocadas, pues le falta la quinta al dar del compás, que es el complemento de la consonancia; con la suposición que tengo dicha, pues hay dos en la tercera y la otra en la octava; y no siendo así será destruir el arte de la música, pues aquélla es falsa que ocupa la parte principal del compás, y aun por eso la entrada del tiple segundo no se ha de tener por falsa, sí por glosa, y creeré que el maestro Valls, cuando lo hizo, debió [de] hacer el mismo juicio que yo hago, pues no puede abonarlo por otro camino; y aunque los pareceres que he visto, unos dicen ser bueno y
otros dicen ser malo, siento no digan el porqué, para poder aprender. Éste es mi parecer, según mi corta inteligencia; por tanto, lo firmo de mi mano, en Alicante, a 25 de agosto 1715.
Mosén Isidro Escorihuela.

Según Saldoni, Escorihuela murió el 19 de marzo de 1723. Ahora bien, hay otros autores, como Pedrell, Climent o Querol, que datan su fallecimiento el 8 de marzo de 1723.

## Obra
Se conservan obras suyas en el Real Colegio del Corpus Christi de Valencia, en la Catedral metropolitana de Valencia, en el Fondo Musical de la Iglesia Parroquial de San Pedro y San Pablo de Canet de Mar y en la Biblioteca de Cataluña, aunque no en todas las obras catalogadas se encuentra su nombre y apellido, lo que dificulta la atribución de su autoría.
Entre sus obras destacan los villancicos a 4 y 8 voces, tonos para solista y a 4 voces, salmos a 8 y 12 voces, motetes a 4 y a 6 voces y una misa con ministriles a 12 voces.
Ernesto Villar, músico y estudioso de la Colegiata de San Nicolás de Alicante, atribuye a Escorihuela un Oficio de Difuntos a 4 voces.

## Composiciones
- Al ver que Dios, villancico a 8 voces
- Beatus vir, salmo a 8 voces
- Christus factus, motete a seis voces
- La fuente angular, motete a seis voces
- Marineros, temed, tono a voz sola
- Milagro abreviado, tono para voz sola
- No tires más, tono a 4 voces
- Que si tienen color la azucena, tono a cuatro voces
- Que sí tiene, sí..., villancico a ocho voces
- Quien me adivina, villancico a ocho voces
- Quién por los montes camina, tono a 4 voces dedicado a San Francisco Javier